# 81-я пехотная дивизия (вермахт)
81-я пехотная дивизия (нем. 81. Infanterie-Division) — тактическое соединение сухопутных войск вооружённых сил нацистской Германии периода Второй мировой войны.

## История
81-я пехотная дивизия была сформирована 1 декабря 1939 года в Бреслау (8-й военный округ) во время 6-й волны мобилизации вермахта. Дивизия была уничтожена советскими войсками в Курляндском котле в мае 1945 года.

## Местонахождение
- с декабря 1939 по май 1940 (Германия)
- с мая 1940 по январь 1942 (Франция)
- с января 1942 по август 1944 (СССР)

## Подчинение
- 16-й армейский корпус 18-й армии группы армий «Север» (июнь — август 1943)

## Командиры
- генерал-лейтенант Фридрих-Вильгельм фон Лэпер (1 декабря 1939 — 5 октября 1940)
- генерал-майор Хуго Рибштайн (5 октября 1940 — 8 декабря 1941)
- генерал-лейтенант Эрих Шоппер (8 декабря 1941 — 5 апреля 1944)
- генерал-лейтенант Фолльрат Люббе (5 апреля — 10 июля 1944)
- генерал-лейтенант Франц-Эккард фон Бэнтифегин (10 июля 1944 — 8 мая 1945)

## Состав
- 161-й гренадерский полк (Grenadier-Regiment 161)
- 174-й гренадерский полк (Grenadier-Regiment 174)
- 189-й гренадерский полк (Grenadier-Regiment 189)
- 181-й артиллерийский полк (Artillerie-Regiment 181)
- 181-й сапёрный батальон (Pionier-Bataillon 181)
- 181-й противотанковый дивизион (Panzerjäger-Abteilung 181)
- 181-й батальон связи (Nachrichten-Abteilung 181)
- 181-й отряд материального обеспечения (Nachschubtruppen 181)
- 181-й полевой запасной батальон (Feldersatz-Bataillon 181)